# Замбия будет свободной
«Замбия будет свободной» (англ. Zambia Shall Be Free) — политическая автобиография 1962 года первого президента Замбии Кеннета Каунды, опубликованная в рамках серии Heinemann African Writers Series. Биография представляет собой критику колониального правления и силы демократии в освобождении различных людей, правившие в новой Замбии.
Рецензент современного журнала African Affairs назвал эту работу «случайным наброском победоносного подхода Северной Родезии к эмансипации». Рецензент назвал повествование «полемическим» и «фактически недостоверным». Рецензент The Journal of Modern African Studies Дж.Г. Маркхэм был более сочувствующим, читая биографию как чёткое понимание развития политической карьеры Каунды и подчёркивая напряжённость между участием Каунды в насилии в Африканском конгрессе Замбии и его последующим оправданием этого насилия в стремлении к независимости.